# دونالد كينسي
دونالد كينسي (بالإنجليزية: Donald Kinsey)‏ هو مغني وعازف قيثارة أمريكي، ولد في 12 مايو 1953 في غاري في الولايات المتحدة.

## وصلات خارجية
- دونالد كينسي على موقع IMDb (الإنجليزية)
- دونالد كينسي على موقع روتن توميتوز (الإنجليزية)
- دونالد كينسي على موقع ميوزك برينز (الإنجليزية)
- دونالد كينسي على موقع ديسكوغز (الإنجليزية)